# Sobiranes
Sobiranes és una masia de Tavertet (Osona) inclosa a l'Inventari del Patrimoni Arquitectònic de Catalunya.

## Descripció
Masia assentada damunt de la roca. És de planta rectangular coberta a dues vessants i amb el carener paral·lel a la façana actual, la qual està situada a llevant. El portal és rectangular, prop del portal s'hi adossa un cos de construcció recent i de planta rectangular.. A migdia s'hi obre un cos de porxos sostinguts per pilars de pedra; a la planta baixa s'hi formen unes arcades a través de les quals s'accedeix a la casa. Les baranes són de fusta així com el terra. Davant els porxos s'hi forma la lliça tancada per un mur de pedra. A la banda de ponent hi ha diverses construccions agrícoles. És construïda amb pedra.
A l'extrem esquerre del mur de llevant hi ha una finestra gòtica. És d'arc flamíger, amb calats i relleus incisos. Els brancals estan formats per grossos carreus ben carejats i els de la part superior sota la llinda tenen dos medallons florals a cada costat. L'ampit, força voluminós, té forma arrodonida i els porticons són de fusta.
La masoveria és de planta rectangular coberta a dues vessants amb el carener perpendicular a la façana, la qual es troba orientada a migdia; el vessant de ponent és més llarg que el de llevant. El portal és rectangular amb la llinda de pedra i un arquet de forma triangular al damunt. A la part dreta de la façana s'hi adossa una construcció més baixa coberta a una vessant. A l'est hi ha un altre portal que dona al primer pis i al nord, un altre rectangular al centre, amb dues finestres al damunt i amb un passadís d'arc rebaixat a la dreta. La lliça està construïda en pedra sense polir i els elements de ressalt són de pedra picada.

## Història
Conegut amb el nom de Cases Sobiranes, el trobem documentat des del 1139. Va comptar amb més de trenta famílies que vivien en antigues balmes o esplugues. Es troba dins l'antiga demarcació de Sant Miquel de Sererols que data del segle xi. El mas encara és habitat pels propietaris els quals mantenen el cognom de Sobiranes. Es va ampliar i reformar a principis del segle xviii com diu una de les llindes "Josep Sobiranes 1753", i el portal de llevant "1704". Segurament, en aquestes reformes es van aprofitar elements anteriors com la finestra gòtica.
El mas conserva la clau de Sant Miquel de Soresols